# Península de Shiretoko
Shiretoko é uma península no nordeste de Hokkaido, no Japão. Ela oferece um impressionante exemplo de interacção entre o ecossistema marinho e terrestre. Da mesma maneira, apresenta fauna e flora amplamente influenciadas pela formação sazonal de gelo marinho nas latitudes mais baixas do hemisfério. A Península tem uma particular importância devido à vasta variedade de espécies encontradas, algumas delas endêmicas. O local é globalmente importante, também, por abrigar pássaros marítimos e espécies migratórias, peixes, mamíferos marinhos, incluindo algumas espécies de cetáceos.